# Élections sénatoriales kazakhes de 2020
Les élections sénatoriales kazakhes de 2020 ont lieu le 12 août 2020 afin d'élire au suffrage indirect 17 des 49 membres du Sénat kazakhe.
L'ensemble des candidats en lice sont indépendants.

## Contexte
Ces élections sénatoriales sont les premières depuis l'attribution du statut de ville d'importance nationale à Shymkent en juin 2018, entrainant la mise en place de deux nouveaux sénateurs. Des élections partielles sont organisées en amont des renouvellement à échéance normale pour élire le second sénateur des nouvelles entités pour un mandat écourté, de manière à conserver un renouvellement par moitié tous les trois ans.

## Système électoral
Le Sénat est composé de 49 membres dont 34 élus pour six ans, mais renouvelés par moitié tous les trois ans, et 15 autres sénateurs nommés pour six ans par le Président de la république dans le but d'assurer une représentation des différentes composantes culturelles de la société.
Les 34 membres élus le sont au suffrage indirect uninominal majoritaire à un tour par un collège électoral composé des délégués de tous les organes représentatifs des 14 provinces et des trois villes d'envergure nationale : Almaty, Shymkent et la capitale Astana. Ces villes et provinces constituent également les circonscriptions dans lesquelles les sénateurs sont élus, à raison de deux sénateurs par ville et province. Le sénat étant renouvelé par moitié, un sénateur est élu dans chacune des dix sept circonscriptions tous les trois ans,.
Pour être éligible, un candidat au poste de sénateur doit avoir au moins 30 ans, la nationalité kazakhe depuis plus de cinq ans, un diplôme de niveau de l'enseignement supérieur, et une expérience professionnelle d'au moins cinq ans. Il doit également résider depuis au moins trois ans dans sa circonscription.

## Résultats
|                          |                          |                |                |        |               |  |  |  |  |
| Parti                    | Parti                    | Voix           | %              | Sièges | +/-           |  |  |  |  |
|                          | Indépendants             | 2 874          | 100            | 17     | 1             |  |  |  |  |
|                          | Indépendants             | Indépendants   | Indépendants   | 17     | 1             |  |  |  |  |
|                          | Membres nommés           | Membres nommés | Membres nommés | 15     | en stagnation |  |  |  |  |
|                          |                          |                |                |        |               |  |  |  |  |
| Suffrages exprimés       | Suffrages exprimés       | 2 874          | 99,48          |        |               |  |  |  |  |
| Votes blancs et nuls     | Votes blancs et nuls     | 15             | 0,52           |        |               |  |  |  |  |
| Total                    | Total                    | 2 889          | 100            | 49     | 2             |  |  |  |  |
| Abstentions              | Abstentions              | 180            | 5,87           |        |               |  |  |  |  |
| Inscrits / participation | Inscrits / participation | 3 069          | 94,13          |        |               |  |  |  |  |